# John Brocklehurst, 1. Baron Ranksborough

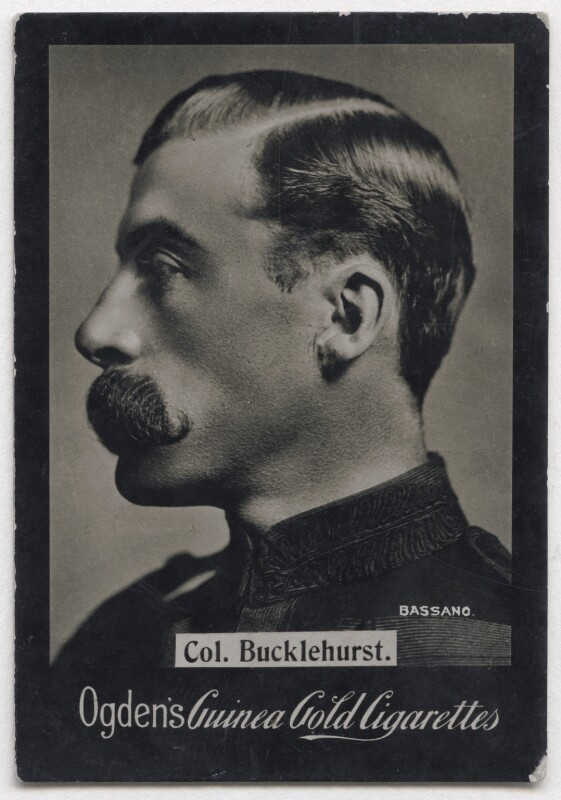
Colonel John Brocklehurst mit dem falschen Namen Bucklehurst (Fotografie von Alexander Bassano, 1899)

John Fielden Brocklehurst, 1. Baron Ranksborough, CB, CVO (* 13. Mai 1852; † 28. Februar 1921) war ein britischer Offizier und Politiker der Liberal Party.

## Leben

### Familiäre Herkunft, Offiziersausbildung und Aufstieg zum Generalmajor
John Fielden Brocklehurst war das dritte von sechs Kindern von Henry Brocklehurst und dessen Ehefrau Anne Fielden. Sowohl sein Großvater väterlicherseits John Brocklehurst als auch sein Großvater mütterlicherseits John Fielden waren Abgeordnete im House of Commons. Seine Schwester Constance Anne Brocklehurst war die Ehefrau von Sir William Charles FitzWilliam und Mutter von Eric Wentworth-Fitzwilliam, 9. Earl Fitzwilliam. Sein jüngerer Bruder Henry Dent Brocklehurst war Captain der 2nd Life Guards sowie High Sheriff von Gloucestershire.
Brocklehurst selbst begann nach dem Besuch der Rugby School ein Studium am Trinity College der University of Cambridge, welches er 1873 mit einem Bachelor of Arts (B.A.) beendete. 1874 wurde er als Second Lieutenant ins Royal Regiment of Horse Guards (The Blues) übernommen und nahm 1882 während des Anglo-Ägyptischen Krieges an der Schlacht von Tel-el-Kebir teil. Nach dem Mahdi-Aufstand war er zwischen 1884 und 1885 Teilnehmer an der Gordon Relief Expedition im Sudan, um Generalgouverneur Charles George Gordon zu retten. 1891 wurde ihm der Brevet-Rang eines Lieutenant-Colonel verliehen und daraufhin zwischen 1894 und 1899 Kommandeur der Royal Horse Guards. Für seine Verdienste wurde er am 30. Juni 1897 als Member des Royal Victorian Order (MVO) ausgezeichnet. Nach seiner Beförderung zum Colonel war er zwischen 1899 und 1901 Stallmeister (Equerry) von Königin Victoria. Er nahm zwischen 1899 und 1901 am Zweiten Burenkrieg teil und wurde für seine Verdienste am 29. November 1900 als Companion des Order of the Bath (CB) sowie am 24. Dezember 1901 als Commander des Royal Victorian Order (CVO) ausgezeichnet. Nach seiner Rückkehr aus Südafrika fungierte er zwischen 1901 und 1910 als Stallmeister von Königin Alexandra. Als Major-General war er Kommandeur der 3. Kavalleriebrigade (3rd Cavalry Brigade).

### Lord Lieutenant von Rutland und Oberhausmitglied

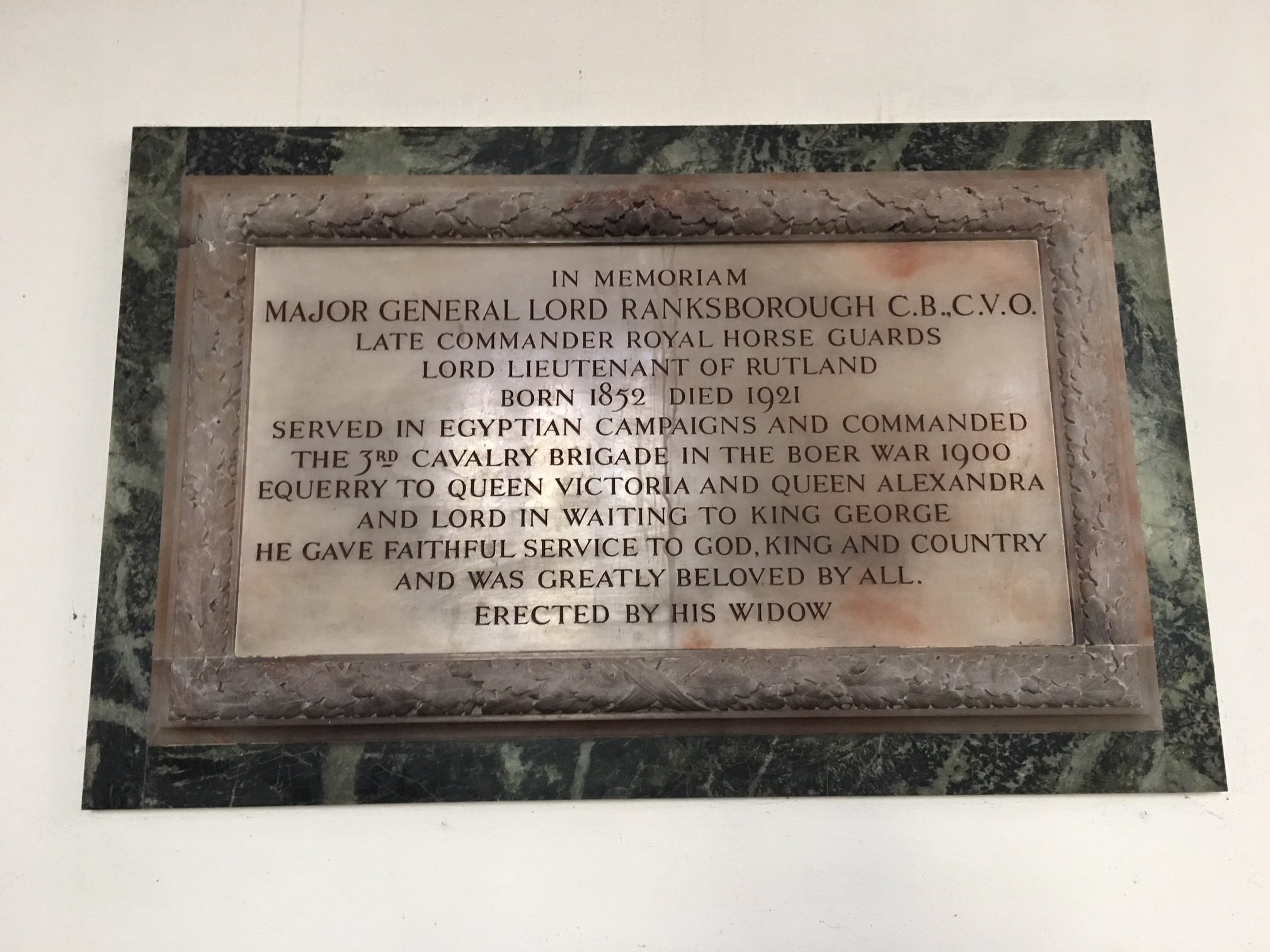
Gedenktafel für John Brocklehurst, 1. Baron Ranksborough

1906 löste John Brocklehurst William Tollemache, 9. Earl of Dysart als Lord Lieutenant von Rutland ab und bekleidete dieses Amt bis zu seinem Tode am 28. Februar 1921, woraufhin Gilbert Heathcote-Drummond-Willoughby, 2. Earl of Ancaster seine Nachfolge antrat. Zugleich war er von 1910 bis zu seinem Tod auch Extra-Stallmeister von Königin Alexandra. Am 3. Juli 1914 wurde er als Baron Ranksborough, of Ranksborough in the County of Rutland, zum erblichen Peer der Peerage of the United Kingdom erhoben, wodurch er auf Lebenszeit Mitglied des House of Lords war. Am 25. Mai 1915 wurde er Lord-in-Waiting in der zweiten Regierung Asquith und bekleidete dieses Amt vom 5. Dezember 1916 bis zu seinem Tod auch in der Regierung Lloyd George.
Brocklehurst war seit dem 23. Februar 1878 mit Louisa Alice Parsons († 1937) verheiratet, eine Enkelin von Laurence Parsons, 2. Earl of Rosse und William Duncombe, 2. Baron Feversham. Da er kinderlos blieb, erlosch der Titel des Baron Ranksborough mit seinem Tod.